# 硬脂酸乙二醇双酯
硬脂酸乙二醇双酯（Glycol distearate），又称乙二醇二硬脂酸酯，是一种常用作化妆品保湿剂的化学物质。是硬脂酸与乙二醇构成的双酯。是一种非离子型表面活性剂。通常外观为无色至淡黄色的蜡状固体。该物质可燃，不溶于水，溶于有机溶剂，如丙酮、苯、氯仿等。

## 应用
当混合于水或表面活性剂时，乙二醇二硬脂酸酯有明显的珍珠光泽。因此可在化妆品中用作珠光剂，以产生珠光般的光泽，如沐浴液、沐浴凝胶、洗发香波等常会使用该物质做为珠光剂，用量为1%左右。其他无机物制成的或鱼类提取物制成的珠光剂有毒性太大、价格昂贵的缺点，因此无毒而较为便宜的乙二醇二硬脂酸酯便是珠光剂最常见的选择。
也可用作亲脂性乳化剂、增稠剂、聚氯乙烯热熔体降粘剂等。它还可用作食用色素的稀释剂，用于给蛋壳着色。
常与乙二醇单硬脂酸酯（EGMS，硬脂酸乙二醇酯）合用。
也可用作生产硬脂酸钙的原料，该法使用乙二醇二硬脂酸酯与硬脂酸、氢氧化钙反应而制备硬脂酸钙。